# Corita Kent
Corita Kent (* 20. November 1918 in Fort Dodge, Iowa; † 18. September 1986), bekannt als Schwester Mary Corita Kent (Sister Corita), geboren als Frances Elizabeth Kent war eine US-amerikanische Nonne, Künstlerin, Lehrerin, Philosophin und politische Aktivistin. Sister Corita zählt zu den innovativsten und ungewöhnlichsten Pop-Art-Künstlerinnen der 1960er Jahre.

## Leben
Corita Kent lebte, studierte und lehrte von 1936 bis 1968 im Orden Sisters, Servants of the Immaculate Heart of Mary in Los Angeles und leitete von 1964 bis 1968 die Kunstabteilung des dortigen Colleges. 1968 verließ sie den Orden und zog nach Boston. Kent entwarf „10 Rules for Students, Teachers, and Life“ (deutsch Zehn Regeln für Schüler, Lehrer und das Leben), die fälschlicherweise oft dem Komponisten John Cage zugeschrieben werden, tatsächlich durch ihn aber bekannt wurde. Diese lauten:
- Rule One: Find a place you trust, and then try trusting it for a while.
- Rule Two: General duties of a student – pull everything out of your teacher; pull everything out of your fellow students.
- Rule Three: General duties of a teacher – pull everything out of your students.
- Rule Four: Consider everything an experiment.
- Rule Five: be self-disciplined – this means finding someone wise or smart and choosing to follow them. To be disciplined is to follow in a good way. To be self-disciplined is to follow in a better way.
- Rule Six: Nothing is a mistake. There's no win and no fail, there’s only make.
- Rule Seven: The only rule is work. If you work it will lead to something. It's the people who do all of the work all of the time who eventually catch on to things.
- Rule Eight: Don’t try to create and analyze at the same time. They’re different processes.
- Rule Nine: Be happy whenever you can manage it. Enjoy yourself. It’s lighter than you think.
- Rule Ten: „We’re breaking all the rules. Even our own rules. And how do we do that? By leaving plenty of room for X quantities.“ (John Cage)
- Hints: Always be around. Come or go to everything. Always go to classes. Read anything you can get your hands on. Look at movies carefully, often. Save everything – it might come in handy later.[3]

Seit den frühen 1950er Jahren arbeitete Kent hauptsächlich mit Serigraphien. Sie erachtete sie als eine erschwingliche und demokratische Kunstform. Während ihre frühen Arbeiten figurative und religiöse Motive enthielten, entwickelte sich ihre Kunst in den 1960er Jahren zunehmend politisch. Kent integrierte Fotografien aus Massenmedien von Persönlichkeiten wie Martin Luther King, Coretta Scott King und César Chávez in ihre Siebdrucke, und bekundete damit ihre Unterstützung für soziale und politische Kämpfe wie zum Beispiel die Bürgerrechtsbewegung und die Anti-Vietnamkriegs-Bewegung.
In Kents Werk sind Einflüsse von Henri Matisse, des abstrakten Expressionismus, der Grafiken von Saul Bass, des Modernismus von Charles und Ray Eames und von Andy Warhols Campbell’s-Suppendosen zu erkennen. Ihr Kunstunterricht am College wurde zu einem Mekka der Avantgarde mit bedeutenden Besuchern wie Alfred Hitchcock, John Cage, Charles und Ray Eames und Buckminster Fuller.
1967 wurde sie von Harper’s Bazaar in die Liste der 100 American Women of Accomplishment aufgenommen und auf der Titelseite der Newsweek-Ausgabe vom 25. Dezember 1967 erschien sie unter dem Titel „The Nun: Going Modern“.

## Werke
Ihre Bilder sind u. a. in der Sammlung des Victoria and Albert Museum, des Art Institute of Chicago, des Museum of Modern Art, des Boston Museum of Fine Arts, des Museum Ludwig, der Bibliotheque Nationale in Paris, des Whitney Museum of American Art, des Museum of Fine Arts in Boston und des The Metropolitan Museum of Art in New York.

## Ausstellungen
- Sister Corita. Works from the 1960s. Between Bridges, Berlin, 2006.[5]
- Let The Sun Shine. In. A Retrospective. Circle Culture Gallery, Los Angeles, 2014.[6]
- Corita Kent and the Language of Pop. Harvard Art Museums, Cambridge, 2015.[7]
- Corita Kent – Joyful Revolutionary. Taxispalais Kunsthalle Tirol, 2020.[8]
- Corita Kent. Where Have all The Flowers Gone. Museum Penzberg, 2024.[9]

## Bühnenstücke
- Little Heart – The story of Corita Kent, von Irene O'Garden, 2023[10]

## Filme
- Corita Kent: Die Pop-Nonne. Regie: David Gaillon. Arte, Frankreich, Deutschland, 2021.
- Rebel Hearts. Regie: Pedro Kos. USA, 2021.